# Verbena calinfera
Verbena calinfera — вид трав'янистих рослин родини Вербенові (Verbenaceae), ендемік Мексики.

## Опис
Багаторічна короткоживуча трава. Стебел 1–6 від основи, 20–35 см розгалужені в основному в проксимальній половині, щільно волосаті. Листки від зворотнояйцюватих до сублопатчатих, проксимальні й на середині стебла 20–35 x 6–12 мм; базальні в основному опадають під час цвітіння, стеблові стійкі, поля з грубими зубцями з 1–4 зубами на боці, іноді злегка 3-лопатеві. Плодові колоски переважно одиночні, 6–20(25) см. Приквітки 3–4.5 мм, зазвичай завдовжки з чашечку або трохи коротші, волосаті. Чашечки 3.5–4 мм, волосаті, чашолистки від трикутних до вузько-трикутних. Віночок від світло-блакитного до темно-синього кольору, трубки 3.5–4.5 мм, у 1–1.5 рази довший ніж чашечка. Горішки 2–2.5 мм.

## Поширення
Ендемік штату Баха Каліфорнія, Мексика.